# المیراد
ال-میراد یک منطقهٔ مسکونی در یمن است که در استان حضرموت واقع شده‌است.